# Uperoleia micra
Az Uperoleia micra a kétéltűek (Amphibia) osztályának békák (Anura) rendjébe, a Myobatrachidae családba, azon belül az Uperoleia nembe tartozó faj.

## Előfordulása
Ausztrália endemikus faja. Elterjedési területe Nyugat-Ausztrália állam  Kimberley régiójának sok csapadékot kapó északnyugati része a Prince Regent folyótól délre a Walcott Inletig, valamint a Katers-sziget és a Boongaree-sziget.

## Megjelenése
Apró termetű békafaj, testhossza elérheti a 2 cm-t. Háta barna, sötétebb barna foltokkal.  Oldalának alsó fele és a fej kékes-szürke. A felső ajak mentén fehér foltok találhatók. Hasa fehér, szürke foltokkal. Pupillája vízszintes elhelyezkedésű, a szivárványhártya aranyszínű. Az ágyék és a combok hátsó része narancsvörös. Mellső lábainak ujjai között nincs úszóhártya, a hátsók enyhén úszóhártyásak, ujjai végén nincsenek korongok.

## Életmódja
Nyártól őszig a nedves évszakban szaporodik. Egyes hímek homokkő sziklák nedves hasadékaiból vagy a növényzettel és szivárgókkal borított sziklafalak hasadékaiból és repedéseiből hallatják hangjukat. Másokatat kemény homokkőfelszíneken figyeltek meg, ahol a Triodia növényzet csomói között lassan áramló vízzel teli kis pocsolyák voltak. Hívása hosszú, magas hangú, 3347 Hz-es domináns frekvenciával; a hívás későbbi szakaszában a frekvencia emelkedésével némi moduláció tapasztalható. A szaporodás vízben történik. A peték kicsik és pigmentáltak, szabadon úszó lárvák kelnek ki belőlük.

## Természetvédelmi helyzete
A vörös lista a nem fenyegetett fajok között tartja nyilván. Populációja stabil, több természetvédelmi területen is megtalálható.